# Ranitidine
Ranitidine, được bán dưới tên thương mại Zantac cùng với một số những tên khác, là một loại thuốc làm giảm tiết axit trong dạ dày. Chúng thường được sử dụng trong điều trị bệnh loét dạ dày tá tràng, bệnh trào ngược dạ dày thực quản và hội chứng Zollinger-Ellison. Ngoài ra còn có bằng chứng dự kiến về hiệu quả của thuốc nếu dùng để trị phát ban. Thuốc có thể được đưa vào cơ thể qua đường miệng, tiêm vào cơ bắp, hoặc vào tĩnh mạch.
Các tác dụng phụ thường gặp bao gồm nhức đầu và đau hoặc rát nếu dùng theo cách tiêm. Tác dụng phụ nghiêm trọng có thể có như các vấn đề về gan, nhịp tim chậm, viêm phổi và khả năng che giấu ung thư dạ dày. Chúng cũng liên quan đến tăng nguy cơ viêm đại tràng do Clostridium difficile. Việc dùng thuốc nói chung là an toàn trong thai kỳ. Ranitidine là một chất đối kháng thụ thể H2 histamin. Chúng hoạt động bằng cách ngăn chặn hoạt động của histamin và do đó làm giảm lượng axit được tiết ra bởi các tế bào dạ dày.
Ranitidine được phát hiện vào năm 1976 và được đưa vào sử dụng thương mại vào năm 1981. Nó nằm trong danh sách các thuốc thiết yếu của Tổ chức Y tế Thế giới, tức là nhóm các loại thuốc hiệu quả và an toàn nhất cần thiết trong một hệ thống y tế. Chúng có sẵn dưới dạng thuốc gốc. Giá bán buôn tính đến năm 2015 tại các nước đang phát triển là khoảng 0,01 - 0,05 USD / viên. Tại Hoa Kỳ giá bán là khoảng 0,05 USD mỗi liều.